# Clements Markham
Vous lisez un « bon article » labellisé en 2016.
Pour les articles homonymes, voir Markham (homonymie).
Clements Robert Markham, né le 20 juillet 1830 à Stillingfleet dans le Yorkshire et mort le 30 janvier 1916 à Londres, est un fonctionnaire, géographe, explorateur et écrivain britannique. Il est secrétaire de la Royal Geographical Society (RGS) entre 1863 et 1888, puis président de l'institution pendant douze années. Durant cette dernière position, il est principalement responsable de l'organisation de l'expédition Discovery (1901-1904), ainsi que du lancement de la carrière d'explorateur polaire de Robert Falcon Scott.
Markham commence sa carrière en tant que cadet et aspirant dans la Royal Navy. Il est envoyé dans l'Arctique avec l'HMS Assistance dans l'une des nombreuses opérations de recherche de l'expédition perdue de John Franklin. Plus tard, Markham sert en tant que géographe au bureau de l'Inde et est responsable de la collecte des plantes Cinchona dans les forêts péruviennes pour leur transplantation en Inde britannique. Par ce moyen, le gouvernement a acquis une source proche de quinine. Markham sert également comme géographe à la force expéditionnaire en Abyssinie de Robert Napier et est présent en 1868 à la bataille de Magdala.
La principale réalisation de la RGS sous la présidence de Markham est la reprise à la fin du XIXe siècle de l'intérêt des Britanniques dans l'exploration de l'Antarctique, après une éclipse de cinquante ans. Il a des idées déterminées sur la façon dont l'expédition Discovery doit être organisée et se bat pour s'assurer qu'elle soit exécutée essentiellement comme une entreprise navale, sous le commandement du capitaine Robert Falcon Scott. Pour ce faire, il surmonte l'hostilité et l'opposition d'une grande partie de la communauté scientifique. Dans les années qui suivent l'expédition, il continue à aider la carrière de son champion Scott, jusqu'à dénigrer les réalisations des autres explorateurs contemporains.
Toute sa vie, Markham a été un voyageur et un écrivain prolifique. Ses œuvres comptent des histoires, des récits de voyage et des biographies. Il est l'auteur de nombreux articles et rapports pour la RGS et a fait beaucoup de travaux d'édition et de traduction pour l'Hakluyt Society, dont il devient également président. Il reçoit les honneurs publics et universitaires et est reconnu comme une influence majeure sur la discipline de la géographie, bien qu'une grande partie de son travail soit basée sur l'enthousiasme plutôt que sur l'érudition. Parmi les caractéristiques géographiques portant son nom se trouve le mont Markham en Antarctique, baptisé ainsi par Scott en 1902.

## Biographie

### Enfance
Clements Robert Markham naît le 20 juillet 1830 à Stillingfleet dans le Yorkshire. Il est le deuxième fils du révérend David Markham qui est vicaire de Stillingfleet. La famille descend de William Markham, évêque de Chester puis archevêque d'York mais également tuteur royal du futur George IV. Cette proximité de la cour conduit en 1827 à la nomination de David Markham comme chanoine honoraire de Windsor. La mère de Clements Markham, Caroline Markham, née Milner, est la fille de William Milner, un baronnet.
En 1838, David Markham est nommé recteur de Great Horkesley, près de Colchester dans l'Essex. Un an plus tard, Clements Markham commence sa scolarité, d'abord à Cheam dans le Surrey puis à la Westminster School. Il est un bon élève, particulièrement intéressé par la géologie et par l'astronomie, et à un âge précoce, un prolifique écrivain, une activité qui occupe une grande partie de son temps libre. À Westminster, qu'il décrit comme « un endroit merveilleux et délicieux », il développe un intérêt particulier dans la navigation, étant même souvent barreur dans les courses d'avirons sur la Tamise.

### Royal Navy

#### Cadet et aspirant

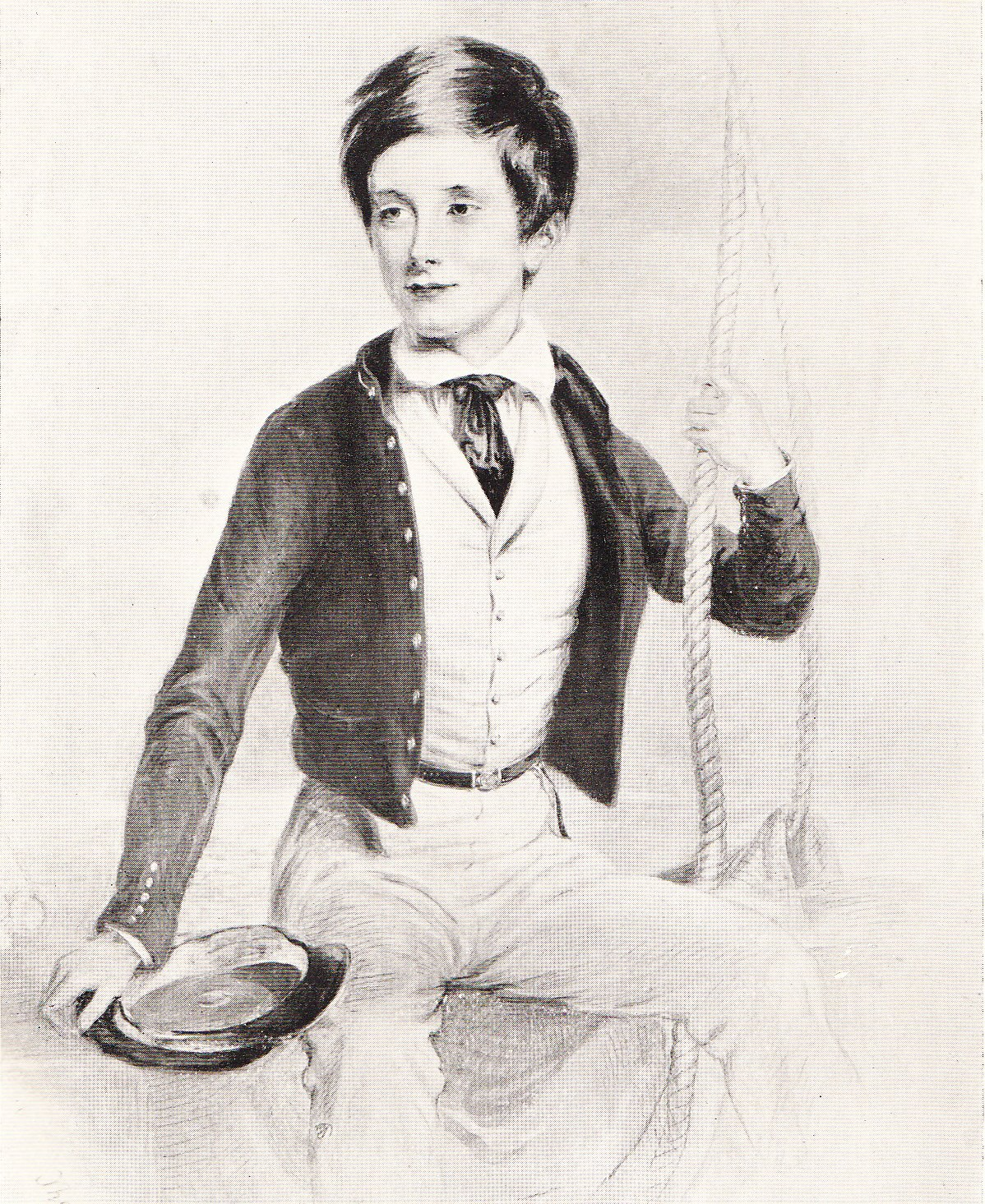
Clements Markham comme cadet en 1844.

En mai 1844, Markham est présenté par sa tante, la comtesse de Mansfield, au contre-amiral George Seymour, un lord de l'Amirauté. Le garçon fait bonne impression sur l'amiral et l'entretien conduit à la proposition de devenir cadet dans la Royal Navy. Le 28 juin 1844, Markham se rend à Portsmouth et rejoint le navire amiral de Seymour, le HMS Collingwood, quelques jours plus tard. Le navire est équipé pour un voyage prolongé vers l'océan Pacifique dans la mesure où Seymour doit prendre le commandement de la Pacific Station. Cette mission doit durer près de quatre ans et les liens sociaux de Markham lui assurent évidemment une période relativement confortable. Il est ainsi rapporté qu'il est fréquemment invité à dîner avec l'amiral, dont la femme et les filles sont aussi à bord. Le 15 décembre, le navire atteint Valparaiso au Chili, le port d'attache de la Pacific Station, après une croisière qui fait des escales à Rio de Janeiro et aux îles Malouines.
Après un répit de quelques semaines, le Collingwood navigue à nouveau, cette fois pour Callao, le principal port de la côte péruvienne, donnant à Markham sa première expérience d'un pays qu'il reverra plus tard dans sa carrière. Au cours des deux années suivantes, le Collingwood croise dans l'océan Pacifique, en visitant les îles Sandwich (Hawaï), le Mexique et Tahiti où Markham tente d'aider les rebelles nationalistes contre leur gouverneur français. Il reçoit sa première punition militaire quand il est puni pour impertinence par un instructeur naval : il est ainsi contraint de rester debout sur le pont de huit heures du matin jusqu'au coucher du Soleil. Le 25 juin 1846, Markham passe l'examen pour devenir aspirant, terminant en troisième place dans un groupe de dix cadets. Les longues périodes passées dans les ports chiliens et péruviens sont aussi l'occasion d'apprendre l'espagnol.
Vers la fin du voyage, ses aspirations à une carrière classique dans la marine changent. Markham désire désormais avant tout être explorateur et géographe, portant ces pensées avec lui sur le voyage de retour. À l'arrivée à Portsmouth en juillet 1848, il informe son père de son désir de quitter la marine, mais est finalement convaincu d'y rester. Après une brève période de service en mer Méditerranée, Markham compte quelques mois d'inactivité alors qu'il est basé à Spithead et Cobh, ce qui diminue encore plus son intérêt pour la marine. Au début de l'année 1850, il apprend qu'une escadre de quatre navires est assemblée pour entreprendre une recherche de l'expédition Franklin, menée dans l'Arctique canadien par John Franklin et dont l'Amirauté n'a plus de nouvelles. Markham utilise l'influence de sa famille pour obtenir une place dans cette entreprise et le 1er avril 1850, il est informé de sa nomination sur l'HMS Assistance, l'un des deux navires principaux de l'escadre.

#### Premier voyage en Arctique (1850–1851)
John Franklin avait quitté l'Angleterre en mai 1845 avec deux navires, le HMS Erebus et le HMS Terror, à la recherche du passage du Nord-Ouest. L'expédition est vue pour la dernière fois le 29 juillet par des baleiniers dans le nord de la mer de Baffin, en attente de pouvoir continuer vers l'ouest.

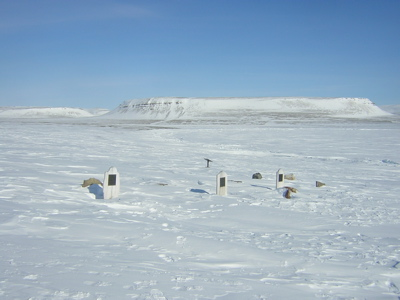
Une photographie moderne des tombes de l'île Beechey.

La recherche des navires disparus commence deux ans plus tard. L'escadre de secours est commandée par le capitaine Horatio Thomas Austin à bord du HMS Resolute. L'HMS Assistance, où est Markham, est commandé par le capitaine Erasmus Ommanney. Markham est le plus jeune membre de l'expédition et le seul aspirant de celle-ci. Il a un rôle limité, mais note soigneusement chaque détail de la vie de l'expédition dans son journal. Les navires prennent la mer le 4 mai 1850.
Après avoir contourné la pointe sud du Groenland le 28 mai, l'escadre procède vers le nord jusqu'à être bloquée le 25 juin par la glace dans la baie de Melville. Ce n'est que le 18 août qu'une avancée vers l'ouest est possible via le détroit de Lancaster, l'itinéraire prisé par Franklin. Les navires se dispersent pour rechercher des signes de l'expédition disparue. Le 23 août, Ommanney aperçoit un cairn et découvre des boîtes de conserves à proximité qui portent la mention « Goldner », l'entreprise fournissant de la viande en conserve pour l'expédition de Franklin. Ces fragments sont les premières traces de Franklin jamais trouvées après sa disparition. Quelques jours plus tard, sur l'île Beechey, trois tombes sont découvertes et elles s'avèrent être celles de membres du l'équipage de Franklin qui sont morts entre janvier et avril 1846.
Les recherches continuent jusqu'à ce que les navires soient préparés pour le long hiver arctique. La principale activité pendant les mois qui suivent est une préparation détaillée d'expéditions en traîneaux pour la saison suivante. Il y a des cours donnés à l'équipage et diverses activités théâtrales dans lesquelles Markham peut démontrer son « grand talent histrionique ». Il lit beaucoup, principalement sur l'histoire de l'Arctique et de la littérature classique, et envisage un possible retour au Pérou, un pays qui l'avait captivé pendant le voyage du Collingwood. Quand le printemps vient, une série d'expéditions en traîneaux est donc lancée à la recherche d'autres traces de l'équipage de Franklin. Markham joue un rôle à part entière dans ces activités et s'il ne trouve aucune autre trace de Franklin, il participe à la cartographie de centaines de kilomètres de côtes précédemment inexplorées,. Les navires retournent en Angleterre au début du mois d'octobre 1851.
Dès son retour en Angleterre, Markham informe son père de sa détermination à quitter la marine. Une des principales raisons de son mécontentement semble être la sévérité de la punition corporelle qui lui a été donnée en permanence pour ce qu'il considère comme des infractions mineures. Il avait été aussi en difficulté pendant son service sur le Collingwood pour avoir tenté d'empêcher la flagellation d'un membre d'équipage. Il est également désenchanté par les longues périodes de son service où il est inoccupé. Avec un peu de regret, son père consent à la demande de son fils, et après avoir passé la partie concernant l'artillerie de l'examen pour le grade de lieutenant, Markham démissionne du service à la fin de l'année 1851.

### Voyages au Pérou

#### Premier voyage (1852–1853)

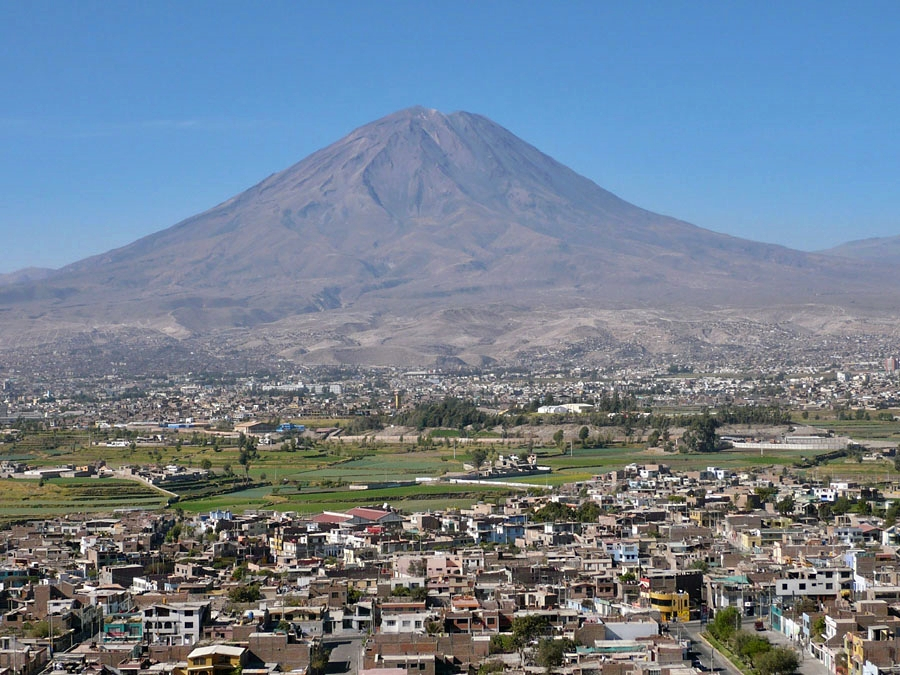
La ville d'Arequipa au Pérou, avec le Misti en arrière-plan.

À l'été 1852, libéré de ses obligations militaires, Markham prépare une visite prolongée au Pérou. Aidé par un cadeau de son père d'une valeur de 500 £ — soit plus de 40 000 £ de 2008 — pour couvrir ses dépenses, Markham part de Liverpool le 20 août 1852.
Markham ne voyage pas directement vers le Pérou et il passe d'abord à Halifax en Nouvelle-Écosse, puis par voie terrestre à Boston et New York, avant de prendre un bateau à vapeur au Panama. Après avoir traversé l'isthme, il embarque pour Callao pour y arriver finalement le 16 octobre. Le 7 décembre 1852, il part pour l'intérieur du Pérou, allant vers son but, l'ancienne ville inca de Cuzco. Sur le chemin, Markham s'arrête près d'un mois dans la ville d'Ayacucho afin d'étudier la culture locale et accroître sa connaissance de la langue quechua. Il se rend ensuite en groupe vers Cuzco et, après avoir traversé le pont Apurímac, un pont de corde inca suspendu à environ 90 mètres au-dessus du Río Apurímac, il traverse des vallées fertiles qui l'amènent finalement à Cuzco le 20 mars 1853.
Markham reste dans la ville plusieurs semaines, faisant des recherches sur l'histoire des Incas et décrivant dans son journal les nombreux bâtiments et ruines qu'il visite. Au cours d'une excursion vers les villes et ruines voisines, il atteint la région de San Miguel où il apprend les propriétés de la plante de Cinchona, une source de quinine, cultivée dans la région. Il quitte finalement Cuzco le 18 mai, accompagné par un groupe de personnes qui, comme lui, vont à Lima. Le trajet est en direction du sud, descendant la montagne vers la ville d'Arequipa. La ville est dominée par le volcan Misti, que Markham compare au mont Fuji au Japon. Le 23 juin, le groupe atteint Lima, où Markham apprend le décès de son père. Il part immédiatement pour l'Angleterre où il arrive le 17 septembre.

#### Mission pour leCinchona(1859–1861)

Quinquina rouge (Cinchona pubescens).

Six ans après son premier voyage au Pérou, Markham y retourne avec la mission de collecter des plantes et des graines de Cinchona. Il avait entre-temps travaillé comme fonctionnaire au Bureau de l'Inde et en 1859, il propose à ses employeurs un système de collecte des arbres de Cinchona dans les Andes péruviennes et boliviennes afin de les planter dans des sites sélectionnés en Inde. L'écorce de Cinchona, source de quinine, est le premier traitement connu pour le paludisme et d'autres maladies tropicales. Sa proposition est approuvée et Markham, alors âgé de 29 ans, est chargé de l'ensemble de l'opération.
Markham et son équipe, qui comprend le botaniste Richard Spruce et le colon et futur homme politique néo-zélandais Charles Bowen (en), quittent l'Angleterre pour le Pérou en décembre 1859 et arrivent à Lima à la fin du mois de janvier 1860. La mission est risquée car le Pérou et la Bolivie sont proches d'une guerre et les Péruviens, désireux de protéger leur contrôle sur le commerce de Cinchona, sont plutôt hostiles à Markham. Cela limite les opérations et l'empêche d'obtenir des spécimens de la meilleure qualité. Plus tard, Markham surmonte les obstacles bureaucratiques pour obtenir les licences d'exportation nécessaires.
Markham revient brièvement en Angleterre avant de partir pour l'Inde, pour sélectionner des sites appropriés pour l'installation de plantations de Cinchona en Inde britannique, au dominion de Ceylan et en Birmanie britannique. Bien que la plupart des plantations ne prospèrent pas et sont rapidement détruites par les insectes, certaines survivent et sont complétées par d'autres spécimens obtenus par Richard Spruce, qui sont plus adaptés aux conditions asiatiques. Vingt ans après les premières plantations, la récolte annuelle de l'écorce de Cinchona en Inde est estimée à 220 000 kg. Pour son travail dans l'introduction de Cinchona en Inde, Markham reçoit une subvention de 3 000 £ — soit plus de 200 000 £ de 2008 — de la part du gouvernement britannique.

### Fonctionnaire, géographe et voyageur

#### Bureau de l'Inde
Après la mort de son père en 1853, Markham a besoin d'un emploi rémunéré et en décembre 1853, il obtient un stage dans l'un des services de l'Inland Revenue (en) avec un salaire de 90 £ par an — soit environ 6 000 £ de 2008. Il trouve ce travail fastidieux mais est en mesure, après six mois, de demander une mobilité à l'ancêtre de ce qui est devenu, en 1857, le Bureau de l'Inde. Là, le travail est intéressant et enrichissant avec suffisamment de temps libre pour lui permettre de voyager et de poursuivre ses intérêts géographiques.
En avril 1857, Markham se marie à Minna Chichester, qui l'accompagnait lors de la mission pour le Cinchona au Pérou et en Inde. Leur seul enfant, une fille appelée Mary Louise et connue sous le nom de May, naît en 1859. Dans le cadre de ses fonctions au Bureau de l'Inde, Markham étudie et rapporte au gouvernement du Raj britannique des données sur l'introduction de coton péruvien à Madras (future Chennai), sur la croissance d'ipécacuanha au Brésil et les possibilités de cultiver cette plante médicinale en Inde, ainsi que sur l'avenir de l'industrie de la perle à Tirunelveli en Inde du Sud. Il participe également à un plan ambitieux pour l'importation d'arbres à caoutchouc brésiliens, affirmant qu'il ferait en sorte d'apporter à l'Inde, le rendement en caoutchouc comparable à ce qu'il a fait avec le Cinchona. Cette seconde entreprise n'est cependant pas une réussite.

#### Abyssinie (1867–1868)

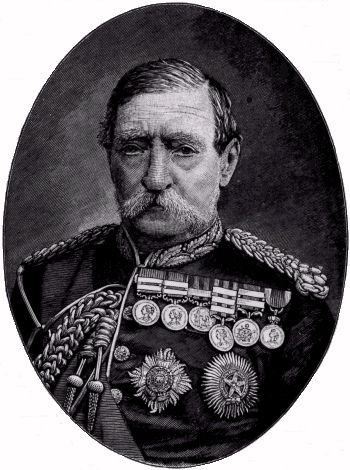
Robert Napier.

En 1867, Markham devient chef du département géographique du Bureau de l'Inde. Plus tard cette année, il est choisi comme géographe pour accompagner la force expéditionnaire militaire de Robert Napier en Abyssinie.
Cette force est envoyée par le gouvernement britannique en réponse aux mesures prises par le roi Téwodros II. En 1862, ce dernier envoie au gouvernement britannique une demande de protection contre les envahisseurs égyptiens et propose la nomination d'un ambassadeur. Ne voulant pas risquer d'offenser l'Égypte, le gouvernement britannique ne répond pas tout de suite. Le roi réagit en emprisonnant le consul britannique et son personnel, et en ordonnant l'arrestation et la flagellation d'un missionnaire qui aurait insulté sa mère. Une réponse tardive à la lettre du roi aboutit à l'incarcération de la députation qui la transporte. Après l'échec de tentatives de conciliation, les Britanniques décident de régler la question en envoyant une expédition militaire. Comme la géographie du pays est peu connue, il est décidé qu'un voyageur expérimenté avec des compétences en cartographie accompagne les militaires, d'où la nomination à ce poste de Markham.
Les troupes de Napier arrivent dans le golfe de Zula de la mer Rouge au début de l'année 1868. Markham est intégré au personnel du quartier général de la force, avec la responsabilité du travail de cartographie et en particulier le choix de la route pour Magdala, montagne fief du roi et capitale de l'Empire d'Éthiopie. Markham aide également comme naturaliste de l'équipe, écrivant des rapports sur les espèces de la faune rencontrées lors de la marche de 640 kilomètres vers le sud depuis la côte. Il accompagne Napier aux murs de la forteresse qui est prise d'assaut le 10 avril 1868. Alors que les forces du roi descendent de la montagne pour répondre à l'avancée des troupes britanniques qui avancent, Markham écrit que : « Les fusils Snider maintiennent un feu que les troupes abyssines ne peuvent tenir. Elles sont fauchées [ligne par ligne] […] la plus héroïque des luttes ne peut pas égaler une si vaste inégalité des armes ». Après la découverte du corps du roi par les troupes britanniques, selon Markham, trois acclamations sont faites sur lui, comme s'il s'agissait d'« un renard mort ». Markham ajoute que bien que les méfaits du roi sont nombreux, il est finalement mort en héros.
Sur les ordres de Napier, Magdala est incendié et ses canons détruits. Les troupes britanniques repartent et Markham est de retour en Angleterre en juillet 1868. Pour ses services durant cette campagne, il est fait Compagnon de l'ordre du Bain (CB) en 1871,.

#### Second voyage en Arctique (1875–1876)

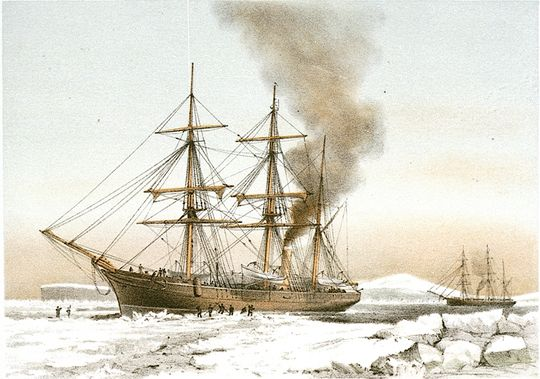
L' et l' dans l'Arctique durant l'expédition Arctique britannique de 1875–1876.

À travers ses diverses activités, Markham vient à connaître beaucoup de gens influents et pendant le début des années 1870, il utilise ces liens pour plaider une nouvelle expédition de la Royal Navy en Arctique, l'expédition Arctique britannique. Le Premier ministre Benjamin Disraeli y consent dans « l'esprit d'une entreprise maritime qui a toujours distingué le peuple anglais ». Lorsque l'expédition est prête à partir, Markham est invité à l'accompagner jusqu'au Groenland sur l'HMS Alert, l'un des trois navires de l'expédition. Markham accepte et quitte l'Angleterre avec le convoi le 29 mars 1875 pour trois mois, en restant sur l'Alert aussi loin que l'île de Disko dans la mer de Baffin. Il écrit de ce voyage : « Je n'ai jamais eu une croisière plus heureuse […] un ensemble plus noble de camarades n'a jamais navigué ensemble ». Il retourne en Angleterre à bord du navire de soutien HMS Valorous, bien que le voyage de retour soit retardé après que le navire touche un récif et doit subir d'importantes réparations. L'absence prolongée de Markham de ses fonctions du Bureau de l'Inde, avec son implication croissante dans d'autres intérêts, fait que ses supérieurs demandent sa démission. Markham prend congé de son poste en 1877, après 22 années de service lui donnant droit à une pension.
Pendant ce temps, l'expédition Arctique britannique, sous le commandement du capitaine George Nares, continue son voyage au nord avec les deux navires HMS Discovery et HMS Alert. Le 1er septembre 1875, elle atteint 82°24', la plus haute latitude atteinte par un navire jusqu'à cette date. Au printemps suivant, un groupe en traîneau conduit par le cousin de Markham, le commandant Albert Hastings Markham, atteint un nouveau record de latitude la plus au nord à 83°20'.

### Royal Geographical Society

#### Secrétaire honoraire
En novembre 1854, Markham est élu membre de la Royal Geographical Society (RGS). Cette société savante devient rapidement le centre de ses intérêts géographiques et, en 1863, il est nommé secrétaire honoraire, un poste qu'il occupe pendant 25 ans.

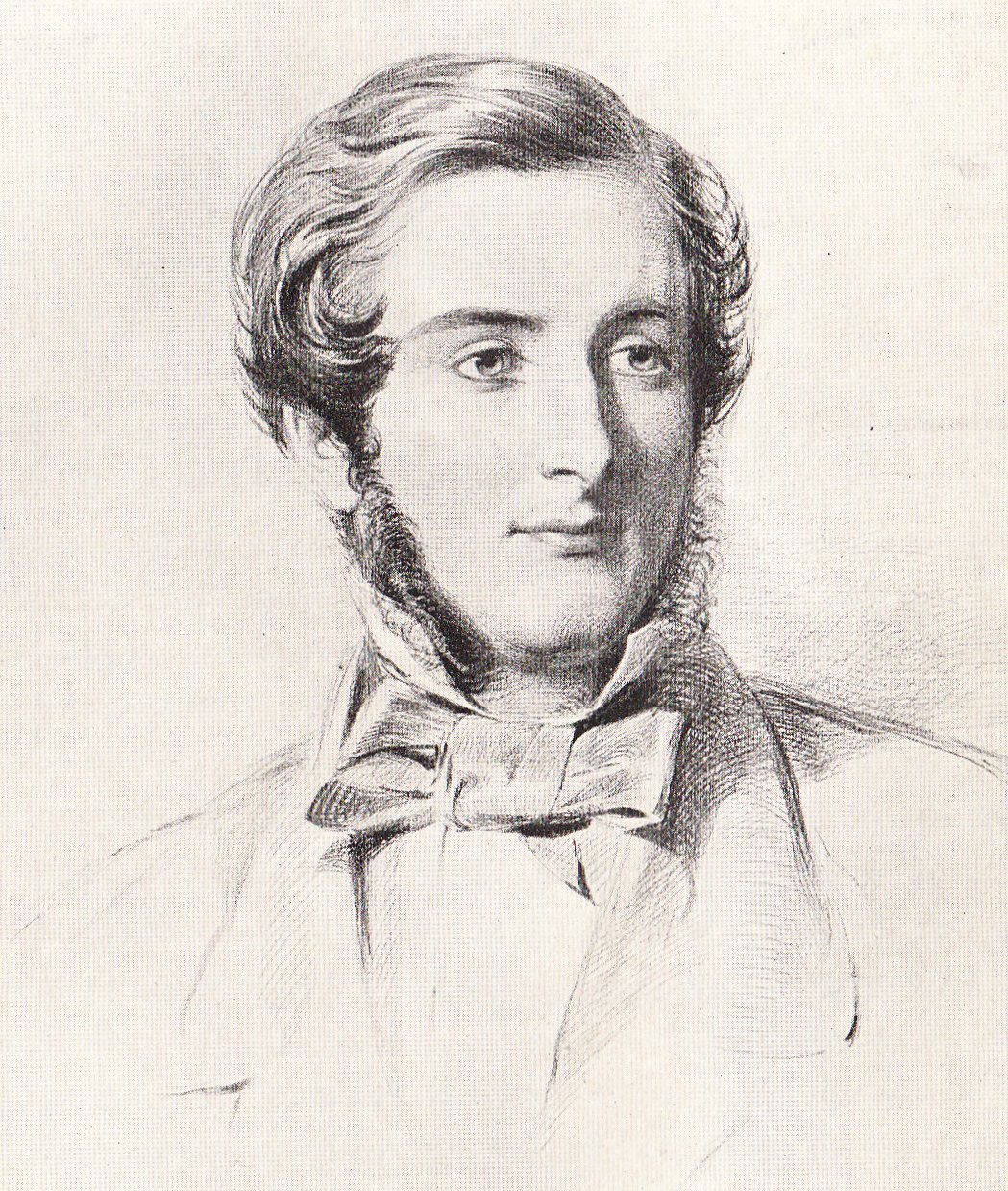
Clements Markham à l'époque de son élection à la Royal Geographical Society.

En plus de son travail dans la promotion de l'expédition Arctique britannique, Markham suit le travail d'autres explorateurs de l'Arctique, organisant par exemple une réception en 1880 pour l'explorateur suédois Adolf Erik Nordenskiöld après la première navigation du passage du Nord-Est et suivant l'avancement de l'expédition de la baie Lady Franklin (1881-1884) d'Adolphus Greely et de l'expédition Jeannette (1879-1881) de George Washington De Long. Son départ du Bureau de l'Inde, permet à Markham d'avoir plus de temps pour voyager. Il fait des voyages réguliers en Europe et, en 1885, il se rend aux États-Unis où il rencontre le président Grover Cleveland à la Maison-Blanche. Tout au long de son secrétariat, Markham est un auteur prolifique de livres de voyage et de biographies, ainsi que de documents. Il est notamment l'auteur d'un article de l’Encyclopædia Britannica (9e édition) intitulé « Progrès de la découverte géographique ». À la RGS, Markham est responsable de la révision des standards Hints to Travellers et pour la relance du journal Proceedings of the Royal Geographical Society dans un nouveau format.
Parallèlement à ses fonctions à la RGS, Markham sert comme secrétaire de l'Hakluyt Society jusqu'en 1886, devenant par la suite le président de cette société. Dans le cadre de son travail pour cette dernière, il est responsable de nombreuses traductions de l'espagnol vers l'anglais de comptes-rendus de voyage, en particulier celles relatives au Pérou malgré des réserves sur la qualité de certaines de ces traductions qui manqueraient de rigueur. Néanmoins ce travail abouti à 22 volumes de publications de la société. En 1873, Markham est élu membre de la Royal Society (RS) et, dans les années suivantes, il reçoit plusieurs honneurs de l'étranger dont l'Ordre du Christ (Portugal) et de l'Ordre de la Rose (Brésil). Il examine aussi brièvement sans donner suite l'idée d'une carrière parlementaire.
Markham conserve son intérêt dans la marine, en particulier dans la formation de ses officiers. Il visite souvent les navires de formation des officiers de la marine marchande, comme le navire-école HMS Conway et le HMS Worcester (Thames Nautical Training College (en)), et devient un membre de l'organe de direction de ce dernier. Au début de l'année 1887, il accepte une invitation de son cousin Albert Hastings Markham qui commande l'escadre de formation de la Royal Navy, pour se joindre à l'escadre à son port d'attache dans les Antilles. Markham passe trois mois à bord du HMS Active et le 1er mars 1887, il rencontre Robert Falcon Scott qui sert comme aspirant à bord du HMS Rover. Scott remporte une course de cotres, un événement dont se rappellera Markham.

#### Président

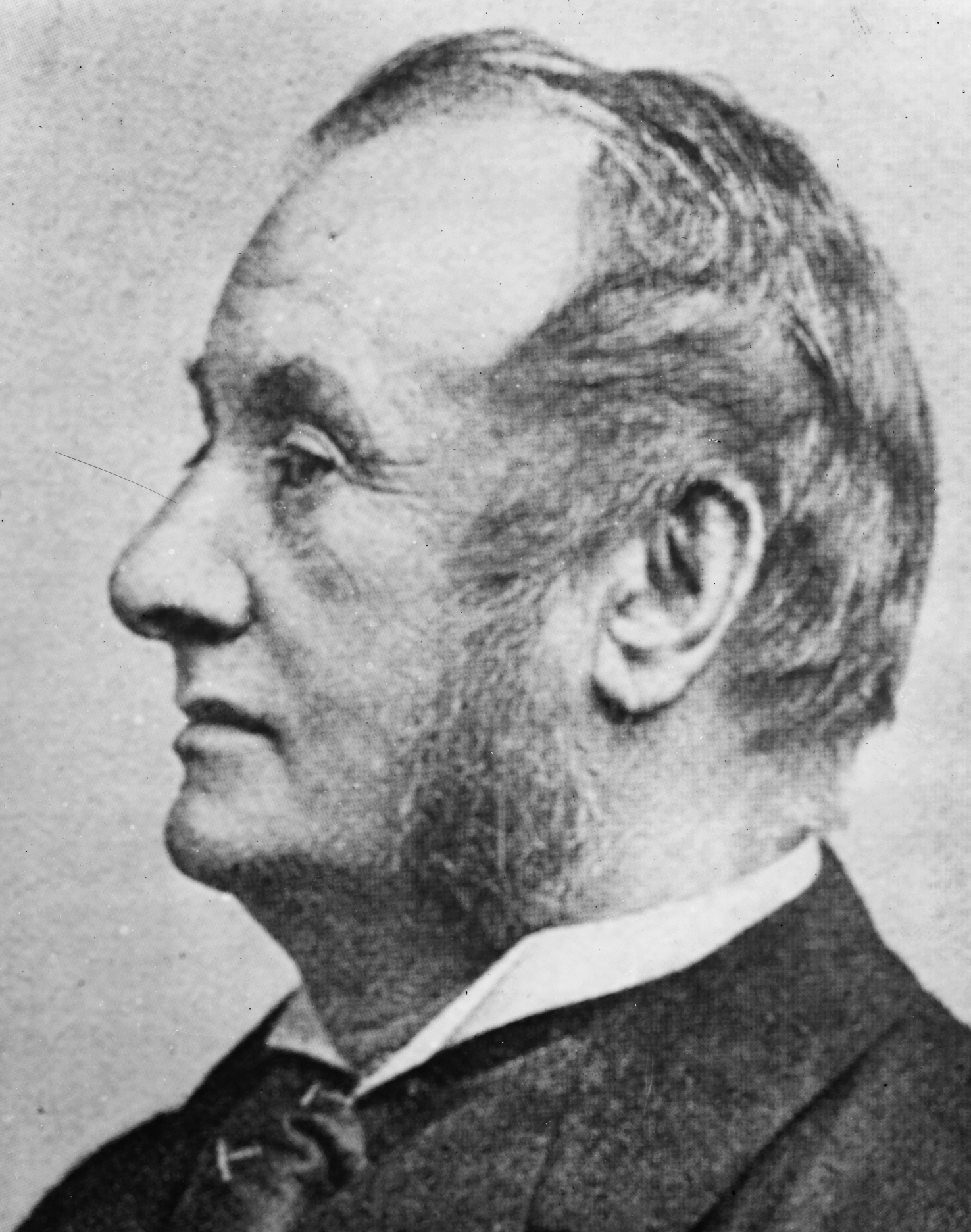
Markham en tant que président de la Royal Geographical Society.

En mai 1888, Markham démissionne de son poste de secrétaire de la Royal Geographical Society, se trouvant en désaccord avec les nouvelles politiques de la société savante qui semblent favoriser l'éducation à l'exploration. À sa retraite, il reçoit la médaille de fondateur de la RGS pour ses « services incomparables à la société » comme cela est décrit lors de la cérémonie de remise.
Les prochaines années sont remplies d'activités de voyage et d'écriture. Il réalise d'autres croisières avec l'escadre de formation et étend ses visites à la mer Baltique et à la mer Méditerranée. En 1893, au cours d'un de ces voyages, Markham est élu in absentia président de la RGS. Cette élévation inattendue est le résultat d'un différend au sein de la société sur la question de l'admissibilité des membres de sexe féminin, sur laquelle Markham avait gardé le silence. Lorsqu'en juillet 1893, la question est soumise lors une assemblée générale extraordinaire, la proposition d'admettre officiellement les femmes comme membres est rejetée de justesse malgré un nombre écrasant de votes postaux en sa faveur. Dans ces circonstances, le président de la société, Mountstuart Elphinstone Grant Duff, démissionne. Les 22 membres féminins existants sont autorisés à rester, mais aucune femme n'est admise jusqu'en janvier 1913, lorsque la RGS change sa politique sur le sujet. Bien que Markham n'est pas le premier choix de remplacement puisque d'autres figures notables sont approchées, son silence sur la controverse des membres femmes est vu comme largement acceptable pour ses membres. Peu après son accession à la présidence, en reconnaissance de ses services à la géographie, Markham est élevé au rang de Knight Commander (KCB) dans l'ordre du Bain et devient donc Sir Clements Markham.
Dans une lettre écrite de nombreuses années plus tard, Markham déclare que sur l'hypothèse de la présidence, il a senti la nécessité après le différend sur les femmes, de « restaurer la réputation de la Société » par l'engagement de celle-ci dans une grande entreprise. Il choisit l'exploration de l'Antarctique comme base pour cette mission, puisqu'il n'y a pas eu d'expédition importante dans ce continent depuis l'expédition Erebus et Terror (1839-1843) de James Clark Ross un demi-siècle auparavant. Un nouvel élan est donné à cette initiative par le biais d'une conférence donnée à la RGS en 1893 par l'océanographe et professeur John Murray où il appelle à « une expédition pour résoudre les questions en suspens que se posent encore dans le sud ». En réponse à Murray, la Royal Geographical Society et la Royal Society forment un comité mixte pour faire campagne en faveur d'une expédition antarctique britannique.

#### Expédition Discovery

L'Antarctique et sa terra incognita à l'époque de l'expédition Discovery.

L'appel de Murray pour la reprise de l'exploration antarctique est lui-même repris deux ans plus tard, lorsque la Royal Geographical Society est hôte du sixième Congrès international de géographie en août 1895. Ce congrès adopte une résolution unanime : « L'exploration des régions antarctiques est la plus grande pièce de l'exploration géographique qui reste encore à entreprendre. Compte tenu des ajouts à la connaissance dans presque toutes les branches de la science qui résulteraientt d'une telle exploration scientifique, le Congrès recommande que les sociétés scientifiques à travers le monde devraient inciter, de quelque manière leur semble la plus efficace, afin que ce travail soit [réalisé] avant la fin du siècle ». Cela correspond globalement à l'âge héroïque de l'exploration en Antarctique (1895-1922).
Le comité mixte qui organise la réponse britannique à cette résolution est cependant divisé à propos de l'organisation des expéditions. Murray et la Royal Society plaident pour une expédition largement civile, dirigée et gérée par des scientifiques, alors que Markham et la plupart du contingent de la RGS voit cette expédition nationale comme un moyen de faire revivre les gloires navales, et donc souhaitent organiser l'expédition en conséquence. La ténacité de Markham gagne finalement le jour où, en 1900, il obtient la nomination comme commandement de l'ensemble de l'expédition de son protégé Robert Falcon Scott, alors lieutenant responsable des torpilles sur le HMS Majestic. Ce faisant, il déjoue une tentative de placer le commandement dans les mains du professeur John Walter Gregory du British Museum,. De l'avis des critiques de Markham, cela représente la subordination du travail scientifique à l'aventure navale, bien que les instructions au commandant, établies par Markham, donne des priorités égales au travail géographique et scientifique. Les arguments de la « Science opposée à l'Aventure » sont renouvelés quand, après le retour de l'expédition, il émerge des critiques sur la précision et le professionnalisme de certains de ses résultats scientifiques.
Markham fait face à d'autres problèmes dans le financement de l'expédition. En 1898, après trois ans d'efforts, seulement une fraction de ce qui est nécessaire fait l'objet d'une promesse de financement. Pendant ce temps, l'explorateur anglo-norvégien Carsten Borchgrevink obtient une somme de 40 000 £ — soit plus de 3 millions de livres en 2008 — de l'éditeur George Newnes pour financer une entreprise privée en Antarctique. Markham est furieux, estimant que les fonds sont alors détournés de son propre projet et méprise ouvertement Borchgrevink qui se lance dans l'expédition Southern Cross (1898–1900). Il est également hostile à William Speirs Bruce, un explorateur écossais qui avait écrit à Markham pour demander à rejoindre l'expédition britannique. N'ayant reçu aucune confirmation de rendez-vous, Bruce obtient un financement de la famille écossaise Coats et organise sa propre expédition sous pavillon écossais, l'expédition Scotia (1902–1904). Markham accuse Bruce d'une « rivalité sournoise » qui tente de paralyser l'expédition britannique. L'expédition écossaise souffre de la défiance de Markham qui utilise son influence pour s'assurer que ses participants ne reçoivent pas de Médailles polaires à leur retour.

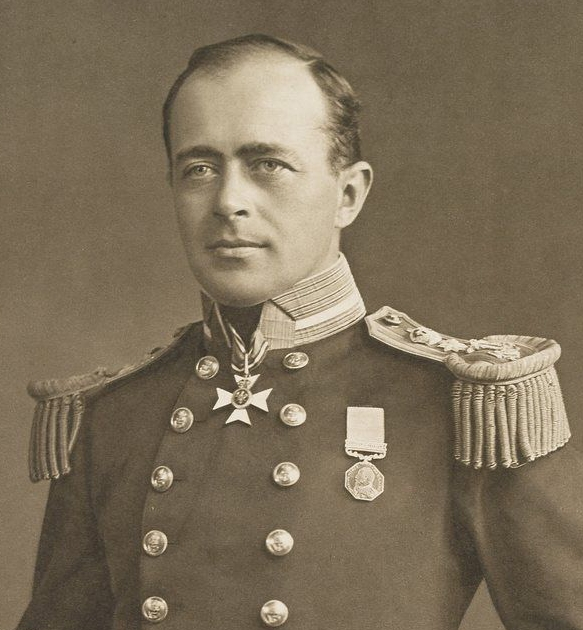
Robert Falcon Scott, protégé de Markham et commandant de l'expédition Discovery.

Un don privé et une subvention substantielle du gouvernement permettent finalement l'envoi de l'expédition Discovery (1901-1904) qui porte le nom du navire construit pour l'occasion, le RRS Discovery. Un équipage essentiellement issu de la Royal Navy, officiers et membres d'équipage, ainsi qu'un personnel scientifique est recruté, bien que ce dernier est sous-représenté. Le navire part le 5 août 1901 après une inspection par le roi Édouard VII à laquelle Markham est présent et présente Scott et les officiers. L'expédition dure trois années et, à partir d'une base sur l'île de Ross, explore d'importantes zones de ce secteur de l'Antarctique, avec un programme scientifique approfondi. Bien qu'elle soit rapportée par le Times comme « l'une des [expéditions] les plus réussies […] dans les régions polaires, au nord ou au sud », elle est largement ignorée par le gouvernement de l'époque. Markham est critiqué pour avoir accordé à l'expédition une seconde saison dans l'Antarctique, contrairement au plan initial, puis d'avoir été incapable de lever des fonds pour l'expédition de secours qui sera nécessaire en 1904. Le coût de l'expédition de secours étant alors imputé au Trésor de Sa Majesté.

### Après la Royal Geographical Society

#### Shackleton et Scott
Quelques mois après le retour du Discovery, Markham annonce sa retraite de la présidence de la Royal Geographical Society. Âgé de 75 ans, selon son biographe, il sent que sa vie géographique active est maintenant terminée. Ses douze années à la présidence sont le mandat le plus long jamais enregistré dans la Société. Il reste membre du conseil de la RGS en tant que vice-président et il garde un intérêt actif dans l'exploration de l'Antarctique, en particulier dans les deux expéditions britanniques lancées dans les cinq années suivant sa retraite. L'expédition Nimrod (1907-1909) et l'expédition Terra Nova (1910-1913) sont commandées respectivement par Ernest Shackleton et, de nouveau, Robert Falcon Scott.

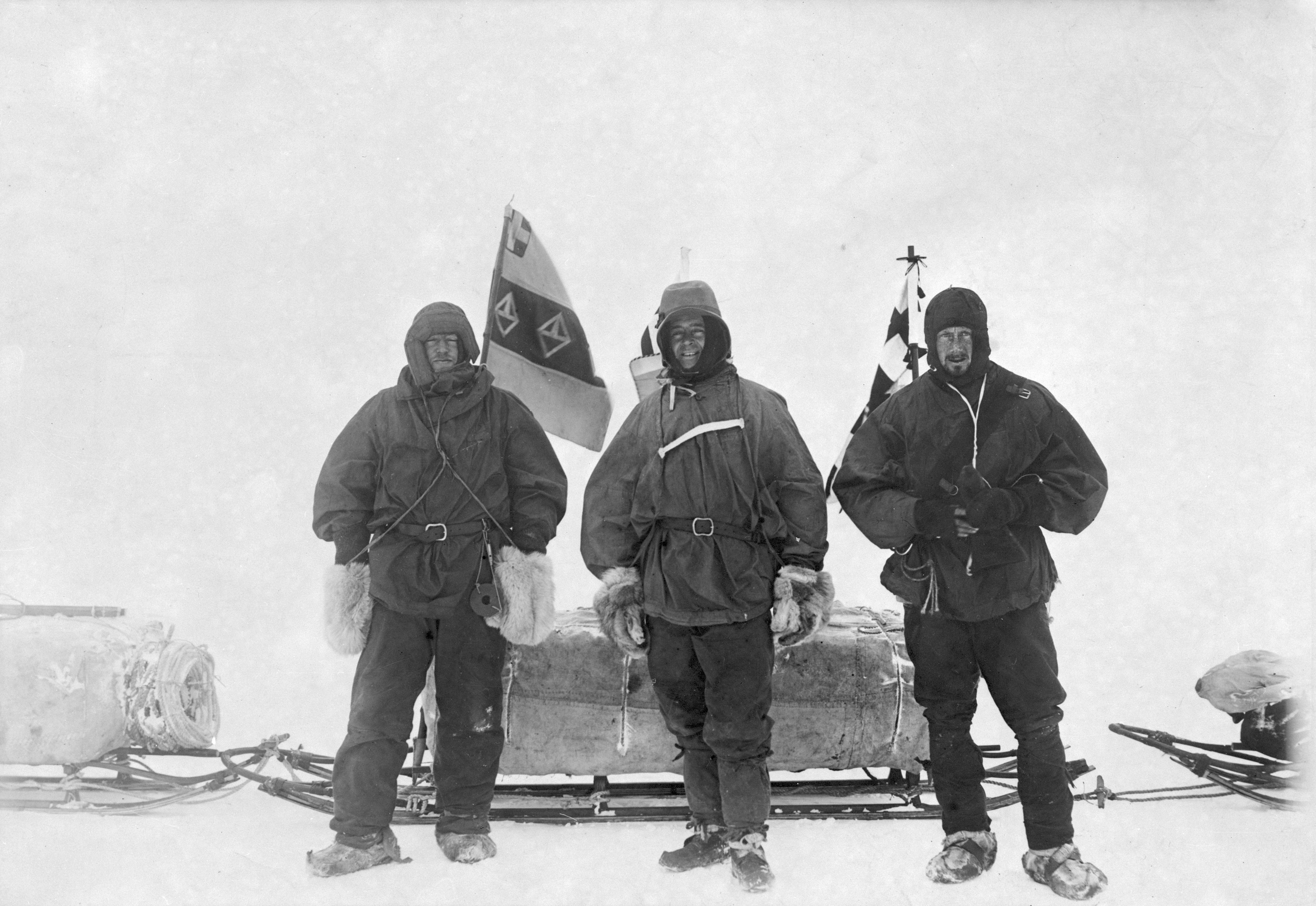
Ernest Shackleton, Robert Falcon Scott et Edward Adrian Wilson en 1902 durant l'expédition Discovery.

Markham avait accepté la nomination de Shackleton comme troisième officier sur le Discovery à la suite d'une recommandation du principal donateur privé de l'expédition. Il manifeste sa sympathie et son soutien à Shackleton après son retour de l'expédition en raison de sa mauvaise santé et soutient ce dernier dans une demande de commission de la Royal Navy, malheureusement infructueuse. Plus tard, après que Shackleton confie son intention de diriger une expédition, Markham apporte une recommandation généreuse en décrivant Shackleton comme « bien équipé pour avoir la charge d'hommes dans une entreprise impliquant difficultés et péril » et « admirablement équipé pour [le commandement] d'une expédition polaire ». Il exprime son fort soutien pour ce qui deviendra l'expédition Nimrod : « […] non seulement mes vœux les plus cordiaux pour votre succès vous accompagnent, mais aussi un espoir bien fondé ». Quand les nouvelles de la réussite de l'expédition, avec une nouvelle latitude la plus au sud atteinte avec 88°23' lui parvint, Markham signifie publiquement son intention de proposer Shackleton pour une médaille de la Royal Geographical Society.
Cependant, Markham a également d'autres pensées et écrit rapidement au président de la RGS, Leonard Darwin, pour exprimer son incrédulité sur les latitudes revendiquées par Shackleton et répétant ces doutes à Scott. Les historiens supposent que Scott est le protégé de Markham et que Markham n'a pas apprécié que la « gloire polaire » aille à quelqu'un d'autre que Scott. Quelle que soit la raison, Markham conçoit une amertume envers Shackleton et conserve celle-ci le reste de sa vie. Il est supposé qu'il efface toutes les mentions favorables à Shackleton dans ses propres notes sur l'expédition Discovery et ignore pratiquement les réalisations de Shackleton dans un discours à la British Science Association en 1912. Il est tout aussi dédaigneux dans son compte-rendu de l'exploration antarctique, The Lands of Silence, publiée à titre posthume en 1921.
En revanche, Markham reste personnellement proche de Scott et devient le parrain du fils de l'explorateur, Peter Markham Scott né le 14 septembre 1909 et qui est même nommé en son honneur. Dans son hommage à Scott dans la préface de Scott's Last Expedition (1913), Markham décrit Scott comme « [l'un des] hommes les plus remarquables de [son] époque » et parle de la « beauté » de son caractère. Scott, lui, dans l'une des dernières lettres écrites le jour de la mort, écrit : « Dites à Sir Clements [que] j'ai beaucoup pensé à lui et [je n'ai] jamais regretté [qu'il me nomme] au commandement du Discovery ».

#### Retraite
Après sa retraite de la présidence de la Royal Geographical Society, Markham mène une vie active comme écrivain et voyageur. Il écrit des biographies des rois d'Angleterre Édouard IV et Richard III et de son ami l'amiral Francis Leopold McClintock. Il garde aussi son travail d'édition et de traduction,. Il continue à produire des documents pour la RGS et reste président de l'Hakluyt Society jusqu'en 1910. Markham continue à beaucoup voyager en Europe et, en 1906, il croise avec l'escadre de la mer Méditerranée où Scott est capitaine de pavillon du contre-amiral George Egerton. Lorsque Scott annonce ses plans pour une nouvelle expédition en Antarctique, l'expédition Terra Nova (1910-1913), Markham participe à la collecte de fonds et siège au comité organisateur de l'expédition, organisant notamment le recrutement du lieutenant Edward Evans en tant que commandant en second en échange de l'abandon de son propre projet d'expédition.

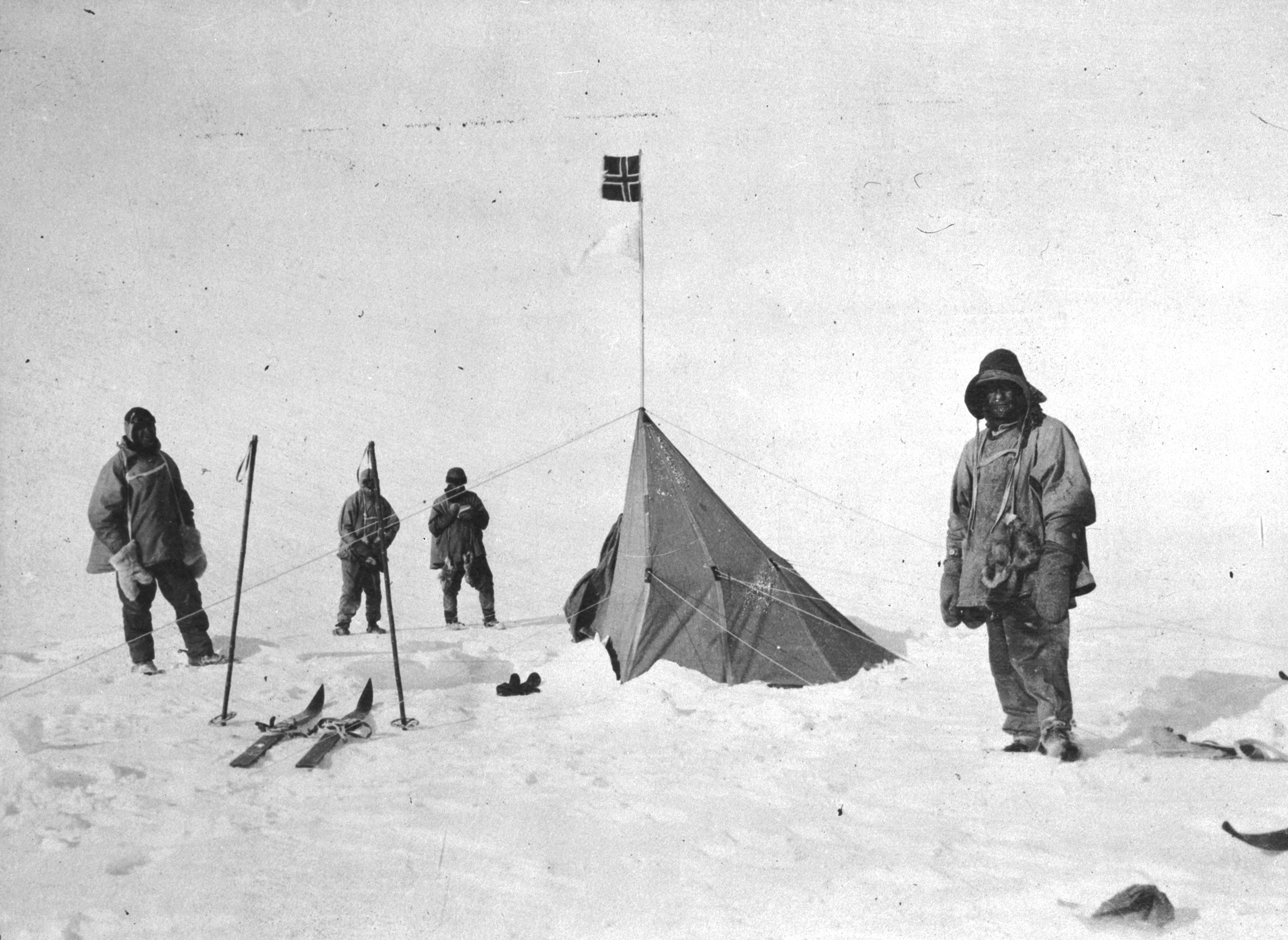
Expédition Terra Nova : Robert Falcon Scott et ses hommes à la base de Roald Amundsen, Polheim, au pôle Sud, après la découverte de la réussite de l'expédition Amundsen. Leur retour leur sera fatal.

Markham reçoit des doctorats honorifiques des universités de Cambridge et de Leeds. Lors de ce dernier, le chancelier de l'université décrit Markham comme « un vétéran au service de l'humanité » et rappelle qu'il est « depuis soixante ans l'inspiration de la science géographique anglaise ». Cependant, Markham n'évite pas toute controverse : en 1912, lorsque Roald Amundsen, conquérant du pôle Sud grâce à l'expédition Amundsen (1910-1912), est invité par le président de la RGS Leonard Darwin à dîner avec la société, Markham démissionne de son siège de conseiller en signe de protestation.
Markham, séjournant alors à Estoril, apprend en février 1913 les nouvelles de la mort de Scott et son groupe dans la conquéte du pôle Sud lors de l'expédition Terra Nova. Il retourne en Angleterre et aide à la préparation des comptes-rendus de Scott en vue de leurs publications. La mort de Scott est très pénible pour lui, mais Markham continue à mener une vie bien remplie en écrivant et voyageant. En 1915, il est présent à l'église St Peter de Binton, près de Stratford-upon-Avon, où une vitrail est consacré à Scott et ses compagnons. Plus tard, la même année, il assiste à l'inauguration de la statue de Scott à Waterloo Place, à Londres. Markham lit son dernier papier pour la RGS le 10 juin 1915, son titre étant L'Histoire de la mise en place progressive des bases de la science géographique.

## Mort et postérité
Le 29 janvier 1916 à Londres, alors qu'il lit dans son lit à la lueur des bougies, Markham y met le feu et est asphyxié par la fumée. Il meurt le jour suivant. Sa dernière entrée de journal, quelques jours plus tôt, enregistrait la visite de Peter Markham Scott. 
La famille reçoit les hommages du roi George V qui reconnait la dette du pays envers le travail d'étude et de recherche de Markham, de la Royal Geographical Society et des autres sociétés savantes avec lesquelles il était associé, du Commander-in-Chief, Devonport et de Fridtjof Nansen, un explorateur norvégien de l'Arctique. D'autres messages proviennent de France, d'Italie, du Danemark, de Suède, des États-Unis et du Pérou.

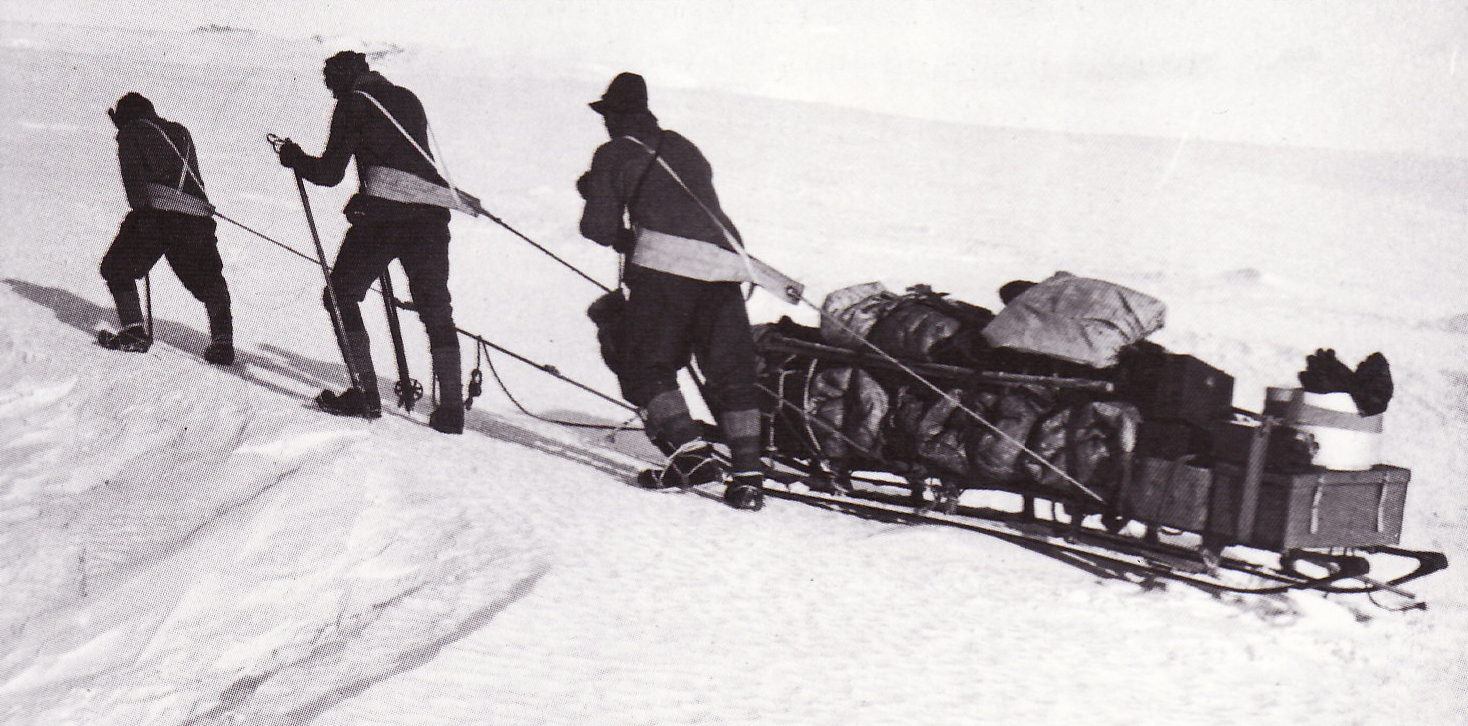
Traîneau tiré par les membres de l'expédition Terra Nova, exemple du manhauling.

Des évaluations plus critiques de la vie et de l'œuvre de Markham suivront. Hugh Robert Mill, le premier biographe de Shackleton et de nombreuses années le bibliothécaire de la RGS, précise la manière dictatoriale avec laquelle Markham gérait la société. Avec le temps, des questions sont soulevées au sujet de l'exactitude de certaines de ses traductions pour l'Hakluyt Society. Sur le plan personnel, il s'est fait des ennemis et des amis. Frank Debenham, un géologue qui a servi à la fois avec Scott et Shackleton, considère Markham comme « un vieil homme dangereux », tandis que William Speirs Bruce décrit l'opposition « malveillante » de Markham à l'expédition Scotia. Le collègue de Bruce, Robert Neal Rudmose-Brown va plus loin, considérant Markham comme un « vieux fou et [une] imposture ». Ces protestations reflètent l'attitude protectrice de Markham envers Scott. Selon Bruce, « Scott était le protégé de Markham, et Markham jugeait nécessaire, afin de préserver Scott, que je sois effacé ». Il ajoute que « Scott et [lui étaient] toujours de bons amis, en dépit de Markham ».
L'expédition Discovery marque la présidence de Clements Markham à la RGS, et l'expédition Terra Nova sera la tragédie polaire historique à laquelle son nom sera attaché à jamais, même s'il avait déjà quitté la RGS.
Il est suggéré que les préjugés de Markham sur la façon d'organiser et de faire un voyage polaire, en particulier sa croyance en la « noblesse » du manhauling — la traction à la force humaine au lieu d'autres moyens comme les chiens de traîneaux —, ont été transmis à Scott, au détriment de toutes les futures expéditions britanniques. L'opinion mesurée de Mill, décrivant Markham comme « un passionné plutôt qu'un savant », est généralement vue comme un résumé fidèle de ses forces et faiblesses et comme la base de son influence sur la discipline de la géographie à la fin du XIXe siècle et du début du XXe siècle.
Il est commémoré dans la chaîne Transantarctique par le mont Markham, découvert et nommé par Scott lors de l'expédition Discovery en 1902. Le fleuve Markham en Papouasie-Nouvelle-Guinée est également nommé d'après lui tandis que Carsten Borchgrevink a découvert et nommé l'île Markham dans la mer de Ross lors de l'expédition Southern Cross de 1900, un geste pour lequel Markham ne montrera pas de reconnaissance. Le prestigieux Markham College de Lima au Pérou est également nommé d'après Clements Markham. Minna Bluff, un promontoire de la barrière de Ross, est lui nommé par Scott d'après la femme de Markham.
Sa femme, Minna, lui survit. La biographie de 1917 de Clements Markham par Albert Hastings Markham lui est dédiée. Le seul enfant de Markham, May, évite la vie publique et se consacre au travail de l'église dans l'East End de Londres et meurt en 1926.

## Œuvres

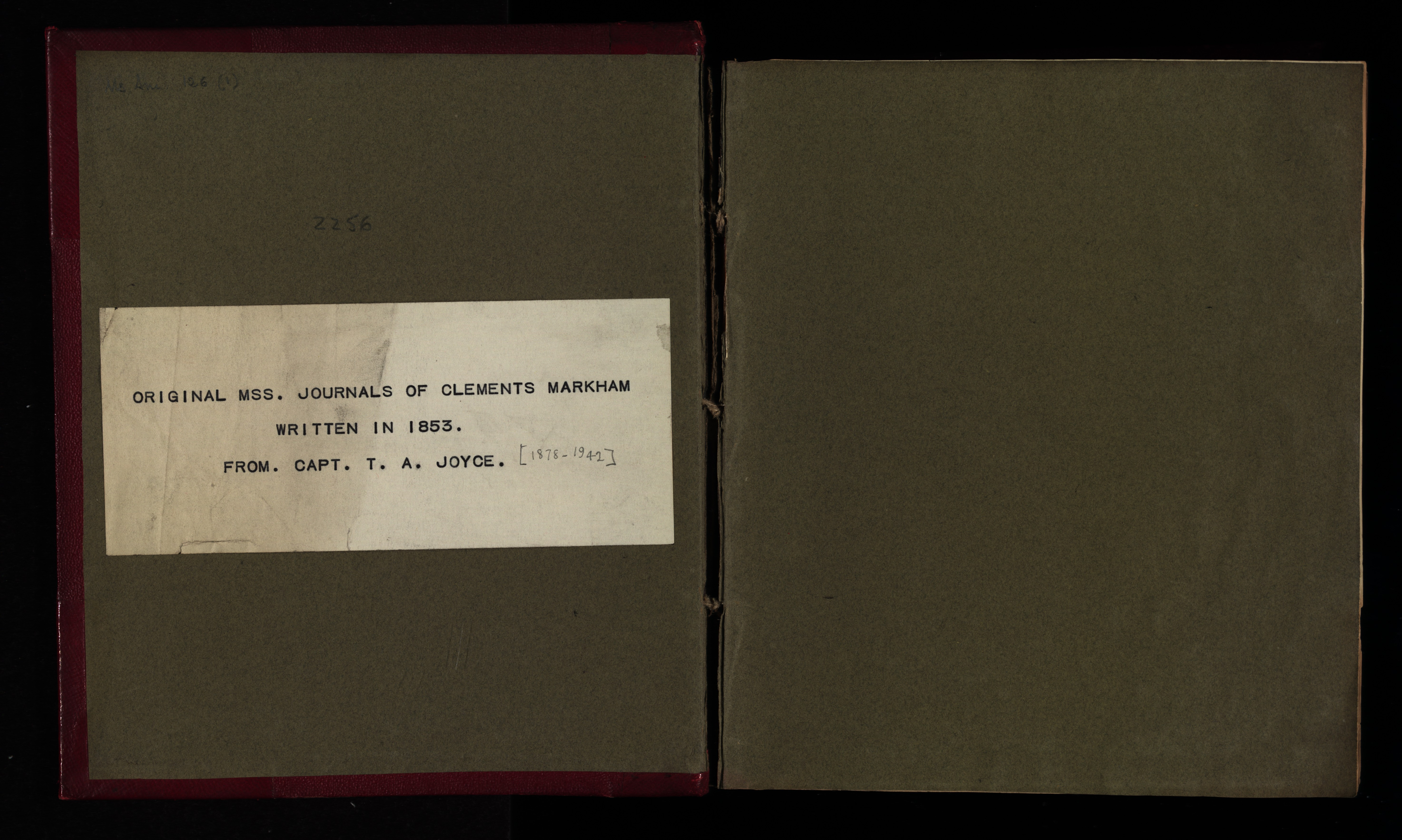
Couverture d'un des livres de Markham.

Markham a été un écrivain et chroniqueur prolifique. Il est l'auteur aussi bien de récits de voyages, que de romans historiques et de biographies, en plus des documents et des rapports pour la Royal Geographical Society et d'autres sociétés savantes. Il est aussi traducteur de nombreuses œuvres de l'espagnol à l'anglais et a compilé une grammaire et un dictionnaire de langue quechua.
Sa première œuvre publiée, un compte rendu de son voyage avec l'HMS Assistance à la recherche de l'expédition Franklin, paraît en 1853. Après sa retraite du bureau de l'Inde en 1877, l'écriture devient sa principale source de revenu. 
Parmi ses livres, voici les plus notables :
- Franklin's Footsteps (1852)
- Cuzco … and Lima (1856)
- Travels in Peru and India (1862)
- Contribution Toward Grammar and Dictionary of Quichua (1864)
- A History of the Abyssinian Expedition (1869)
- A Life of the Great Lord Fairfax (1870)
- Ollanta: an ancient Ynca drama (1871)
- The Countess of Chinchon and the cinchona genus (1874)
- General Sketch of the History of Persia (18743)
- The Threshold of the Unknown Regions (1875)
- Narratives of the Mission George Bogle to Tibet and the Journey of Thomas Manning to Lhasa (1876)
- A Memoir of the Indian Surveys (1878)
- Peruvian Bark (1880)
- The Voyages of William Baffin, 1612–1622 (1881)
- The War between Peru and Chile (1881)
- A narrative of the life of Admiral John Markham (1883)
- The Sea Fathers (1885)
- Life of Robert Fairfax of Steeton, Vice-admiral (1885)
- The Fighting Veres (1888)
- The Life of John Davis the Navigator (1889)
- The Life of Christopher Columbus (1892)
- The History of Peru (1892)
- Major James Rennel and the Rise of Modern English Geography (1895)
- The paladins of Edwin the Great (1896)
- Richard III: his life and character (1906)
- The Story of Minorca and Majorca (1909)
- The Incas of Peru (1912)
- The Lands of Silence (1921, posthume)